# Keiko Yokozawa
Keiko Yokozawa (横沢 啓子 Yokozawa Keiko), född som Keiko Nanba (難波 啓子 Nanba Keiko) 2 september 1952 i Niigata i Japan, är en kvinnlig japansk röstskådespelare (seiyū).
Hon debuterade som röstskådespelare 1965. Förutom den återkommande rollen (1973–2001) som Doraemon-figuren Dorami, har hon genom åren varit inblandad i en mängd andra TV-serier (bland andra Sherlock Hund och Patlabor) samt filmer som Serohiki no Goshu (musflicka, flicka med viola) och Laputa – Slottet i himlen (som Shiita).
Yokozawa driver en röstskådespelar- och berättarröst-skola.